# Santa María de Guía de Gran Canaria
Santa María de Guía de Gran Canaria er en by og kommune i det sydvestlige Spanien på øen Gran Canaria i provinsen Las Palmas, De Kanariske Øer. Den har et indbyggertal på 14.135 (2024) indbyggere.